# Bronchales
Bronchales – gmina w Hiszpanii, w prowincji Teruel, w Aragonii, o powierzchni 59,6 km². W 2011 roku gmina liczyła 472 mieszkańców.